# Товстюк Корній Денисович
Корні́й Дени́сович Товстю́к (22 березня 1922,  с. Мамаївці, нині Кіцманський район — 16 вересня 2004, Львів) — вчений у галузі матеріалознавства напівпровідників, член-кореспондент Академії наук УРСР (з 1978).
Член ОУН. Брав участь у Буковинському курені, співробітник української допоміжної поліції Києва під час нацистської окупації[джерело?].
З 1941 по 1991 — Провідник ОУН на теренах Буковини і Бессарабії[джерело?]. З 2000 року — член Сенату ОУН. У 2004 очолив Сенат ОУН[джерело?].

## Життєпис

### Дитинство
Корній Денисович Товстюк народився 22 березня 1922 року у селі Мамаївці (нині Кіцманського району), що на Буковині. Його батько, Денис Георгійович Товстюк, і мати, Февронія Юріївна, були заможними селянами. Вони віддали хлопця у 1933 році на навчання до української гімназії в Чернівцях (нині Чернівецька гімназія № 5). 

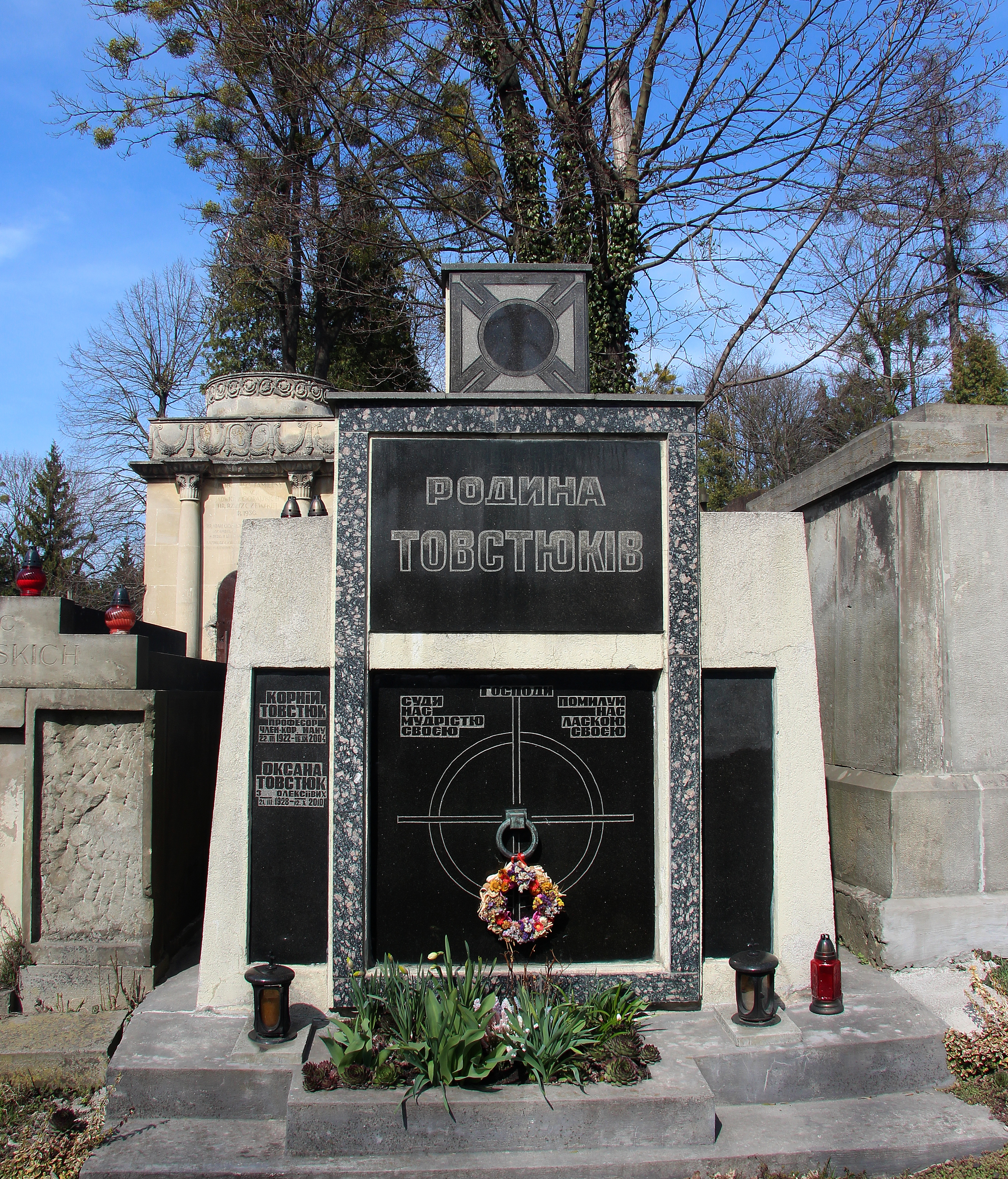
Гробівець родини Товстюків на Личаківськім цвинтарі

### Боротьба за Українську Державу
У 1940 р. вступив до лав ОУН. Учасник Буковинського куреня 1941 р. З куренем перейшов до Києва. 18 листопада 1942 року у звіті київської допоміжної поліції повідомлялось, що службовим перекладачем у відділі І-В штабу поліції служить член Буковинського куреня Корній Товстюк.

У 1943 році, перенісши тортури гестапо у київській тюрмі на вул. Володимирській, 33, Корній Товстюк чудом уник розстрілу, втік і опинився у Топорівцях на Городенківщині, тодішньої Станіславської, а нині Івано-Франківської, області. Про ті часи Корній Денисович згадував: 
|  | «За вісім місяців, які я прожив у Топорівцях, я не бачив жодного німця. Мав окрему кімнату. У селі зразу знайшов своїх однодумців-мельниківців: Марковського Михайла Антоновича, Сопотика Ярослава Миколайовича, Никифорука Федора Івановича, Мохорука Василя Івановича, Мохорука Михайла Дмитровича, Пішака Семена Васильовича, Олексіїву Оксану Теодорівну, Олексіїву Ольгу Теодорівну…» |

Корній Товстюк виконував функції надрайонного провідника, пізніше крайовий провідник ОУН Буковини. При наближенні радянських військ Корній Товстюк виїхав із Топорівців на Буковину. Деякий час перебував у підпіллі, а потім легалізувався і вчителював у селах Кіцманського району.

### Наукова діяльність
У 1945 році вступив до Чернівецького державного університету на фізико-математичний факультет. У 1950 році закінчив з відзнакою університет і почав працювати асистентом кафедри експериментальної фізики Чернівецького державного університету.
Талановитий працівник звертає на себе увагу професора А. Г. Самойловича, до якого у 1953 році вступає до аспірантури на кафедру теоретичної фізики. 30 червня 1956 року захищає кандидатську дисертацію. І у тому ж 1956 році очолює кафедру напівпровідників ЧДУ, якою керує до 1968 року. У цьому ж році Корній Денисович організовує першу у СРСР проблемну лабораторію з фізики напівпровідників. В цей період Корній Товстюк робить ряд важливих відкриттів у галузі фізики.
Після захисту докторської дисертації перейшов на роботу до Львівського державного університету ім. Івана Франка. Там очолив кафедру теорії твердого тіла. У вересні 1969 року Корній Товстюк повертається на Буковину. У Чернівцях організовує відділення інституту напівпровідників Академії наук УРСР, яке складається з двох великих проблемних лабораторій: лабораторії Міністерства авіапромисловості СРСР та лабораторії Міністерства оборонної промисловості СРСР. Відновлюються нові дослідження та з'являються нові відкриття. Протягом 1969—1974 років Корній Товстюк завідує Відділом напівпровідників Академії наук України.
На базі розробок Чернівецького відділення Інституту проблемного матеріалознавства Академії наук УРСР створюється наукова основа нових технологій фотоелектроніки й електроніки. Це дало поштовх до організації (за ініціативою та безпосередньою участю Корнія Товстюка) чотирьох підприємств електронної промисловості у Чернівцях, які після розпаду СРСР почали занепадати.
У 1973 році наукова діяльність ученого була відзначена Державною премією УРСР у галузі науки і техніки. У 1978 році Корній Денисович обирається членом-кореспондентом Академії наук УРСР. У 1974—1990 роках — керівник Чернівецького відділення Інституту напівпровідників Академії наук УРСР, пізніше — керівник Інституту проблем матеріалознавства.
Екологічне лихо, облисіння дітей, яке сталося у Чернівцях в листопаді 1988 року стає зручним приводом для усунення Корнія Товстюка з його посади. У 1991 році він переїздить вдруге до Львова і стає завідувачем Львівського відділення відновлювальних джерел струму ІПМ АН УРСР, а також з 1995 року професором кафедри напівпровідникової електроніки Державного університету «Львівська політехніка», головою Спеціалізованої вченої ради із захисту докторських дисертацій технічного та фізико-математичного профілів. У 1990-х роках продовжуються нові дослідження і відкриття. Ці роботи відзначені другою Державною премією України в галузі науки і техніки у 2001 році.
Автор 400 наукових праць і монографій. Під його керівництвом захищено понад 100 кандидатських і 15 докторських дисертацій.
Вчений мав майже 60 патентів (з них 12 за кордоном).

### Суспільно-політична діяльність
У 1989 році у «Буковинському віснику» з'являється стаття вченого, в якій він відстоює необхідність утворення самостійної держави України.
Автор збірки віршів «Марія» (1995 р.) і поеми-трагедії «Хресна дорога» (1999 р.).
Член ОУН з 1940 року, член УРП з 1989 року. Володів французькою, англійською, німецькою та румунською мовами. Захоплювався історією, літературою.
Похований у родинному гробівці на 70 полі Личаківського цвинтаря.

## Вшанування пам'яті
10 квітня 2012 р. на засіданні чернівецького міськвиконкому було прийнято рішення підтримати клопотання Чернівецького університету встановити меморіальну дошку на фасаді будинку № 6 на вул. Грушевського, де проживав Корній Денисович Товстюк.
У 2024 році вийшла книга, присвячена 100-річчю від дня народження К. Д. Товстюка:
- Корній Товстюк. Про життя, його віддзеркалення в документах і спогадах, про науку і про поезію, про боротьбу з перемогами і втратами, про те, що сталося, і те, що не відбулося... До 100-річчя від дня народження: збірник нарисів, документів, біобібліографічних матеріалів / НУ "Львівська політехніка", Науково-технічна бібліотека ; за ред. К. К. Товстюк, Н. К. Товстюк; упорядник Р. С. Самотий. — Львів : Левада, 2024. — 271 с., фотогр. — (Біобібліографія вчених Львівської політехніки. Серія історична (Випуск 2)). — ISBN 978-617-8070-62-5[8]